# 小行星1310
小行星1310（1310 Villigera）是一颗围绕太阳公转的小行星。1932年2月28日，阿诺德·施瓦斯曼在汉堡发现了此天体。
該小行星以瑞士天文學家瓦爾特·奧古斯丁·維利格命名。
这颗小行星的绝对星等为88.66362等。